# Boiga jaspidea
Boiga jaspidea är en ormart som beskrevs av Duméril, Bibron och Duméril 1854. Boiga jaspidea ingår i släktet Boiga och familjen snokar. IUCN kategoriserar arten globalt som livskraftig. Inga underarter finns listade.
Arten förekommer på södra Malackahalvön, på Borneo, Sumatra, Java och på flera mindre öar i regionen. En avskild population lever i södra Vietnam. Den vistas i kulliga områden och i bergstrakter mellan 600 och 1100 meter över havet. Habitatet utgörs främst av regnskogar.
Boiga jaspidea jagar grodor och ödlor. Den letar på natten efter byten. Honor lägger ägg.